# Diego Junqueira
Diego Junqueira (født 28. december 1980 i Tandil, Argentina) er en argentinsk tennisspiller, der blev professionel i 2001. Han har, pr. maj 2009, endnu ikke vundet nogen ATP-turneringer. I 2008 nåede han 2. runde i French Open, hvilket er hans bedste resultat i Grand Slam-sammenhæng.